# كانغ دونغ وون
كانغ دونغ وون هو ممثل كوري جنوبي ولد في 18 يناير 1981.

## اعمال

### افلام
- سمسار (2022)